# Janine Lachance
Pour les articles homonymes, voir Lachance.
Janine Lachance (née le 22 février 1932 à Québec et morte le 16 décembre 2017 à Laval) est une pianiste, professeure, accompagnatrice et répétitrice canadienne.
Au long de sa carrière, elle remporte plusieurs prix dont le prestigieux Prix d'Europe en 1952 qui lui permet de commencer sa carrière musicale à un très jeune âge. 
Elle enregistre plusieurs pièces et albums en tant qu'accompagnatrice d'artiste tels que Bruno Laplante et Léopold Simoneau. 

## Biographie
Janine Lachance commence dès son plus jeune âge, l’apprentissage du piano avec Omer Létourneau. En 1944, à l’âge de 12 ans, elle entre au Conservatoire de musique de Québec (CMQ) où elle approfondit ses connaissances en piano jusqu’en 1950. 
Pendant ses années d’études, elle participe et gagne plusieurs concours dont celui de l’Orchestre symphonique de Québec, le Concours Rotary de musique pour la jeunesse ainsi que celui de piano et d’harmonie du CMQ. À la fin de ses études, elle participe au Prix d’Europe 1952 qu’elle remporte. Cela lui permet donc d’aller à Paris pour travailler le piano avec Yvonne et Monique de La Bruchollerie et d’étudier le chant avec Charles Panzéra. En 1954, elle part à Milan pour étudier le chant avec Mario Basiola.
À son retour au Canada un an plus tard, elle est approchée par le CMQ pour accompagner toutes les classes d’instruments. Elle quitte ce poste en 1958 pour le Conservatoire de musique de Montréal (CMM) où elle devient répétitrice de la classe d’opéra français de Raoul Jobin. Elle est la pianiste attitrée des classes et des concerts de Léopold Simoneau et Pierrette Alarie de 1963 à 1966.
À partir de cette période, Janine Lachance accompagne au piano plusieurs artistes, dont Claude Corbeil, Bruno Laplante et Léopold Simoneau, lors d'enregistrements de disques. Elle participe à plusieurs enregistrements studios de mélodies françaises dont trois remportent le Grand Prix du Disque de l’Académie Charles-Cros en France. En 1976, elle effectue plusieurs enregistrements pour la radio, puis fait des tournées en Europe et se produit sur les ondes de radios françaises et belges. Sa vaste connaissance du répertoire lyrique la conduit à devenir une pianiste et « coach » vocal recherchée.
De retour au Canada au CMQ et au CMM en 1977, elle obtient un poste de professeur de chant et de répétitrice. En 1989, après 32 ans comme pianiste-coach et professeur de chant, elle quitte son poste au conservatoire. Toutefois, elle enseigne encore le chant à Montréal et fait du coaching d’opéra dans les années suivantes. Le 20 février 2004, elle reçoit l’Ordre du Canada et est intronisée au Panthéon canadien de l'art lyrique en 2007. Elle continue ensuite à donner des cours et à jouer du piano.
Elle décède le 16 décembre 2017 à Laval,. 
Sa fille, Christine Dessaints, est traductrice et rédactrice,.

## Honneurs
- 1945 : Prix de l’Orchestre symphonique de Québec

- 1948 : Prix du Rotary

- 1950 : Piano et harmonie (Conservatoire de musique du Québec)

- 1952 : Prix d’Europe

- 2004 : Ordre du Canada

## Discographie
- 1974 : Reynaldo Hahn :
  - Mélodies / Le Livre d'or de la mélodie française I  avec Bruno Laplante, baryton. Grand Prix du Disque de l'Académie Charles-Cros 1977 (de l'Académie du Disque français)

- 1975 : Jules Massenet : 
  - Mélodies / Le Livre d'or de la mélodie française I avec Bruno Laplante, baryton. Grand Prix du Disque 1977 (de l'Académie du Disque français)

- 1976 : Charles Gounod :
  - Mélodies / Le Livre d'or de la mélodie française I avec Bruno Laplante, baryton. Grand Prix du Disque 1977 (de l'Académie du Disque français)

- 1976 : Ensemble Cantabile de Montréal (Avec Gabrielle Lavigne [remplacée en 1976 par Paule Verschelden], Paul Trépanier et Bruno Laplante, le fondateur, Céline Dussault et Janine Lachance)
- 1978 : César Franck & Guillaume Lekeu : 
  - Le livre d'or de la mélodie française

- 2015 : Emmanuel Chabrier : 
  - Intégrale des mélodies

- 2015 : Ernest Chausson : 
  - Mélodies, op. 2, 27, 36, Serres chaudes, op. 24 & Poème de l'amour et de la mer, op. 19